# Добри Христов
Добри Христов е български композитор, един от майсторите от първото поколение български композитори.

## Биография
Роден е във Варна на 14 декември 1875 г. Бащата на Добри Христов Иванов, е дребен занаятчия – кожухар, преселник от Казанлък. По време на Кримската война той напуска родното си място и се заселва във Варна, която по това време е все още слабо населена с българи. Родителите на майката на композитора са преселници от Ямболско.
Средата, в която расте бъдещият композитор, насочва осъществяването на неговите стремежи. На възраст единадесет години той печели от сурвакане на Нова година 12 гроша, с които си купува малка флейта, на която три години се опитва да свири репертоара на военния духов оркестър. За да научи нотите, той се сприятелява с военните музиканти, от които успява да заеме партитури, които преписва и започва да дешифрира знаците, с които са записани познатите му мелодии.
Като вижда големия интерес на Добри към музиката, неговият съсед, известния поборник и будител Отон Иванов Хаджидинчов по настояване на своята съпруга Елисавета Отонова, подарява цигулка на младия музикант.
Той продължава да се самообразова с подарената цигулка, а в четвърти клас, когато е на около 12 години, се опитва и да композира – отначало едногласни мелодии, после две мазурки, накрая в последните класове на гимназията и хорови песни с „пълна хармония“, дори и солово-инструментални съчинения.
Показателен е и начинът, по който започва да изучава хармония: моли учителя си Стоян Бешков, който е диригент на църковния хор, да му даде да преписва щимовете, понеже умее да пише красиво, при което получава възможността да си състави пълна партитура и да разгледа начина, принципите и правилата, по които се водят отделните гласове. Впоследствие се захваща да изучава и истински учебници по хармония – на Рихтер, Пьотър Чайковски, Антон Аренски и Йосеф Фьорстер.
През 90-те години създава двете хорови китки „Лиляна мома хубава“ и „Пусти моми жеравненки“, с които участва в конкурс за стипендия за обучение по музика в чужбина, където е отхвърлен. За варненската общественост това е обида и хората събират пари, с които е изпратен да следва в Пражката консерватория. Един от неговите преподаватели там е Антонин Дворжак.
Трите години в Пражката консерватория обогатяват композитора с нови познания за критериите и стойностите в националното музикално изкуство. Музикална Прага живее с музиката на Бедржих Сметана (симфоничния цикъл „Моето отечество“) и на Дворжак, пред когото се прекланя. Българският музикант попада в средата на композитори, която затвърждава любовта му към националното и самобитното – към фолклора.
Умира в София на 23 януари 1941 г. на 65 години.

## Творчество
Творчеството на Добри Христов е вградено в основите на българската музикална култура. Той е автор на едни от „най-ярките образци от новата българска църковномузикална литература“, Литургиите на св. Йоан Златоуст (1925 и 1934) и Песнопения по Всенощно бдение (1935 – 1939).
Оставил е огромен брой хорови и солови песни; няма голям български хор, в чийто репертоар да не са включени „Ръченица“, „Леле моме“, „Ерген дядо“, „Ганината майка“ или „Дафино вино“; в репертоара на българските солисти почти задължително присъстват „Сивляна“, „Девойче“, „Я разтурай“ или „Леле, Божке“. Не само от сцената се чува „Хвалите имя Господне“, в неделя и на празник в православните храмове звучат хоровите песнопения от „Златоустова“ или от „Общодостъпна“ литургия с Великата ектения, „Херувимската песен“, „Святий Боже“ и „Тебе поем“.

## В памет на Добри Христов
- Училището по изкуствата във Варна се нарича „Добри Христов“. В негова памет всяка година се прави юбилей.
- На Добри Христов е наречена улица в кварталите „Стрелбище“ и „Хиподрума“ в София (Карта).
- Добри Христов е изобразен на банкнотата от 500 лева, емисия 1993 г., която е в обрaщение от 1 ноември 1993 до 31 декември 1999 г.[2]